# Zokok Laddeo
Zokok Laddeo est un quartier de la ville de Maroua, dans la région de l'Extrême-Nord du Cameroun, situé dans la commune d'arrondissement de Maroua I, subdivision de la communauté urbaine de Maroua.

## Situation géographique
Zokok Laddeo est situé dans la chefferie de deuxième degrés de Dakar.

## Histoire
Ce quartier a été inauguré le 23 avril 2007 par le président de la République.

## Éducation
Zokok Laddeo dispose d'une école maternelle, ainsi que d'une école primaire publique.